# SMART-L

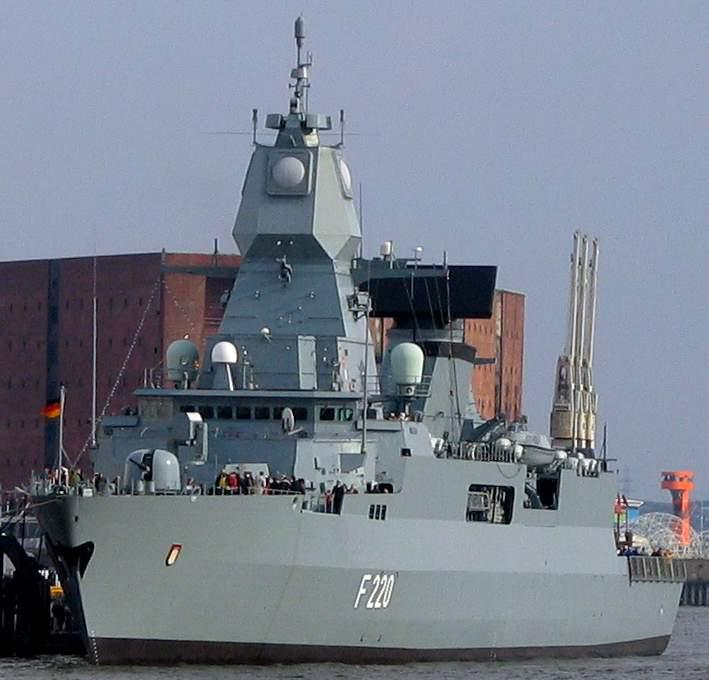
SMART-L 레이다를 장착한 독일 해군의 F220 함부르크함

SMART-L(Signaal Multibeam Acquisition Radar for Tracking, L band)은 시그널 사의 장거리 3차원 레이다이다. 독도함에서 사용한다.
2006년 탄도 미사일 방어 실험에서 최대 탐지거리를 실험했다. ELR 모드에서 600 km의 목표물을 탐지할 수 있었다. 현재 전 세계의 전술 탄도 미사일을 탐지하는 최장거리 레이다 중의 하나이다.

## 제원
- 안테나 시스템:
  - 크기: 8.4 × 4 × 4.4 m
  - 무게: 7800 kg
  - Number of antenna elements: 16 for transmitting and receiving, 8 more for receive only
  - Number of beams formed: 16
  - 빔폭: 2.2° 수평, 0–70° 수직
  - Polarization: vertical
  - 주파수: D 밴드 (L 밴드)
  - 회전속도: 12 rpm
  - 피아식별기: D 밴드
- 최대 탐지 거리:
  - 스텔스 미사일: 200 km
  - 전투기: 500 km
  - 초계기: 600 km
  - 탄도미사일: 2,000km
- 최대 동시 추적 목표물:
  - 공중 목표물: 1000개
  - 해상 목표물: 500개
  - 레이다 기만기: 32개

## 사용자
- 독도함  대한민국
- 퀸 엘리자베스급 항공모함  영국
- 데어링급 구축함 (Type 45)  영국
- 드 제벤 프로빈시엔급 호위함  네덜란드
- 작센급 호위함  독일
- 호라이즌급 호위함 (S1850M)  프랑스  이탈리아
- Ivar Huitfeldt class frigate  덴마크 (레이다가 선정되어 건조중임)

## 같이 보기
- OPS-24
- AN/SPY-1
- FCS-3
- SAMPSON
- SMART-S